# A3-as autópálya (Németország)

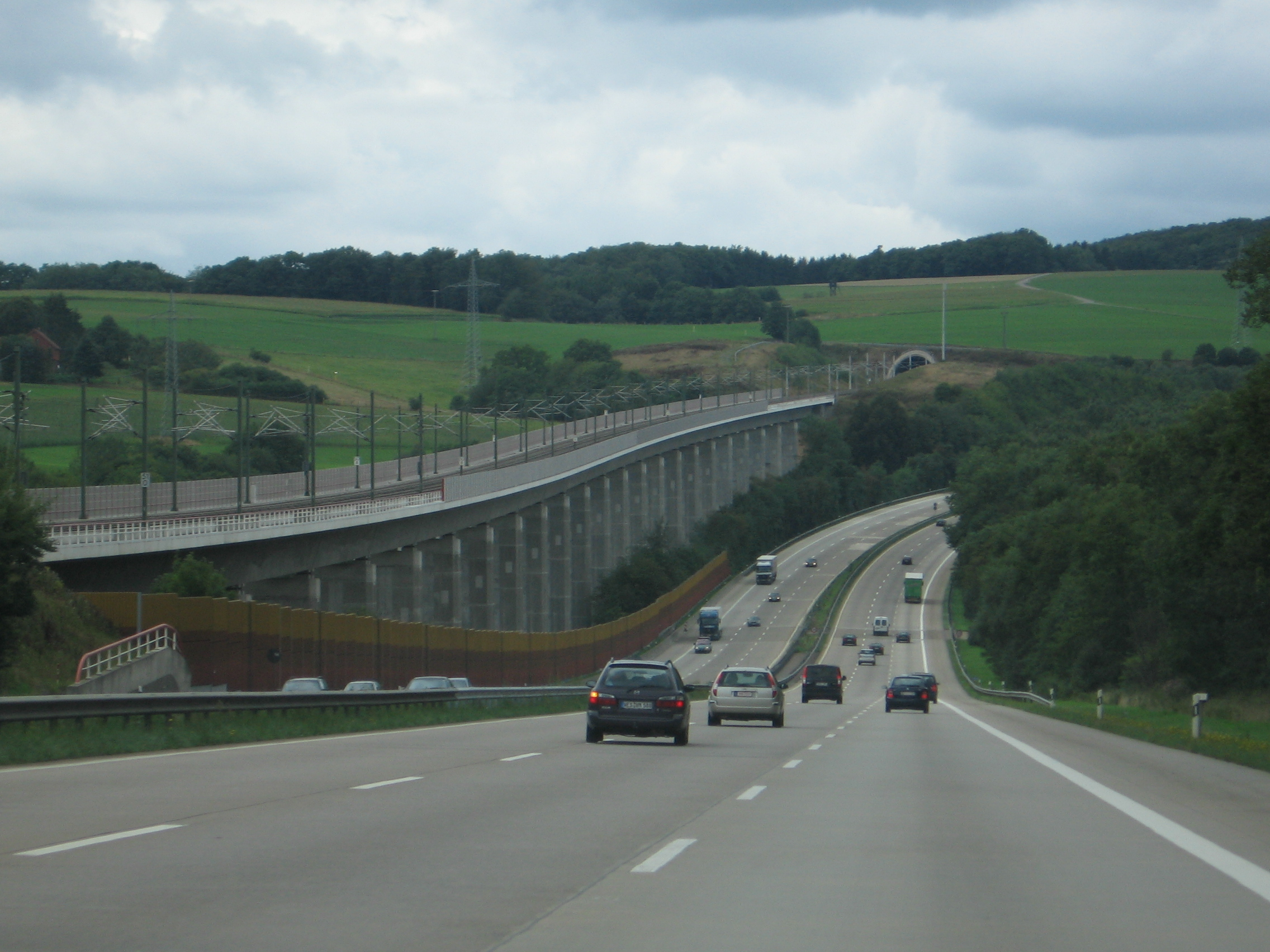
Hallerbachtalnál

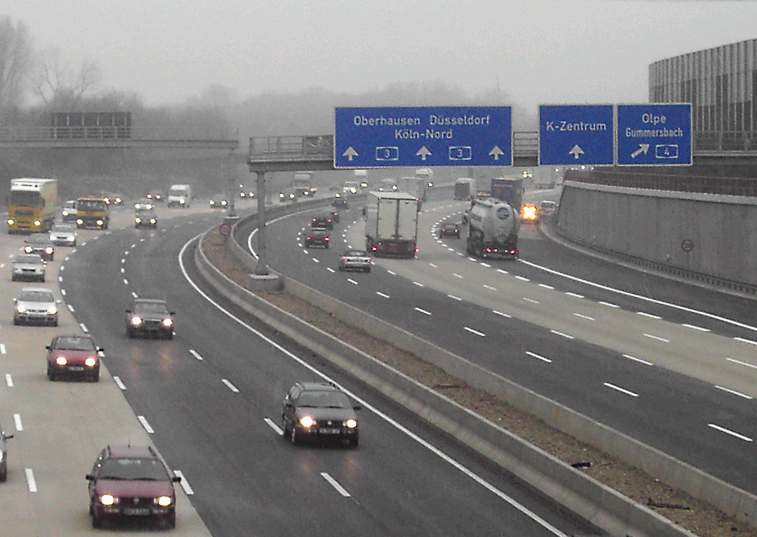
Kölnnél

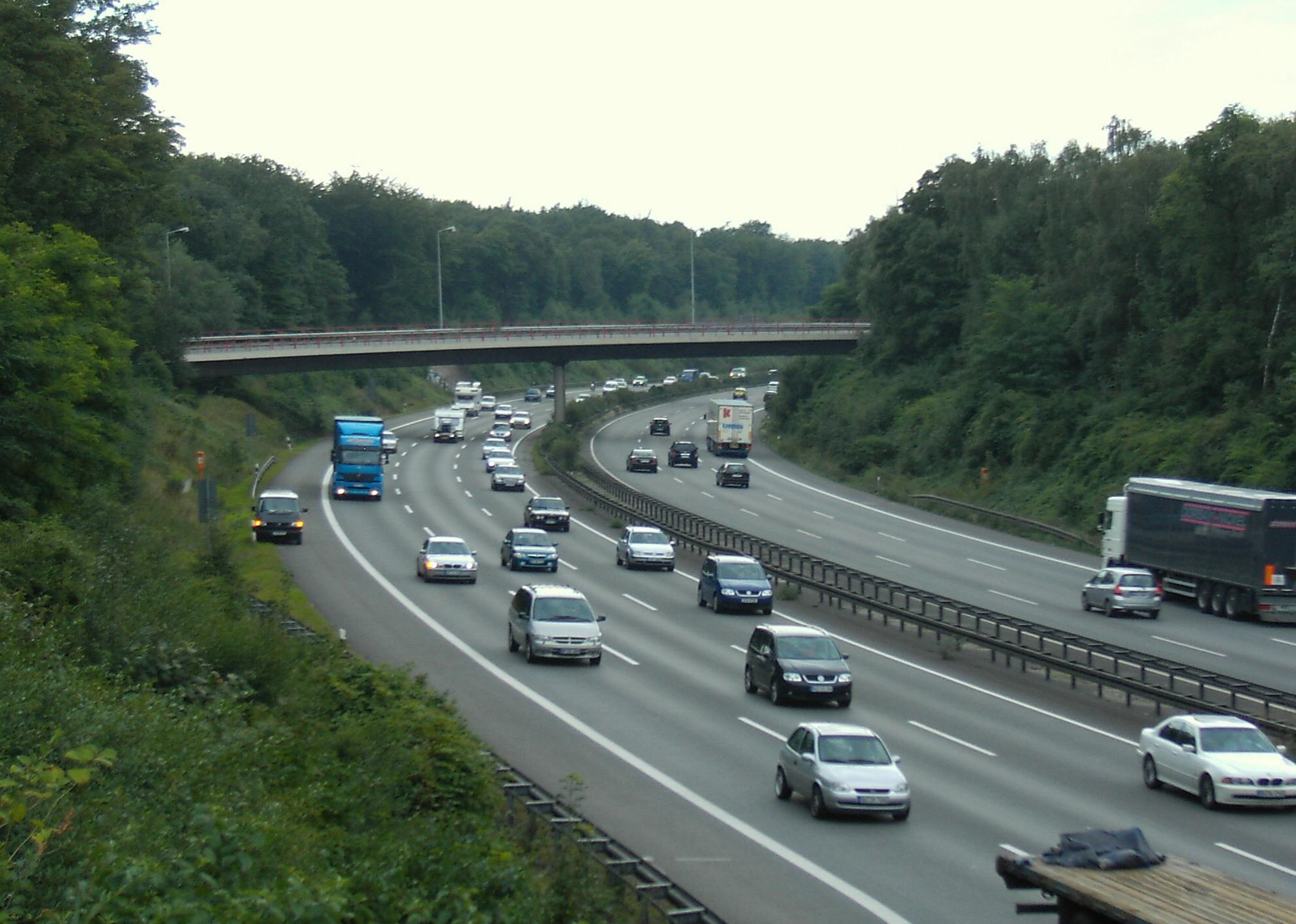
Duisburgnál

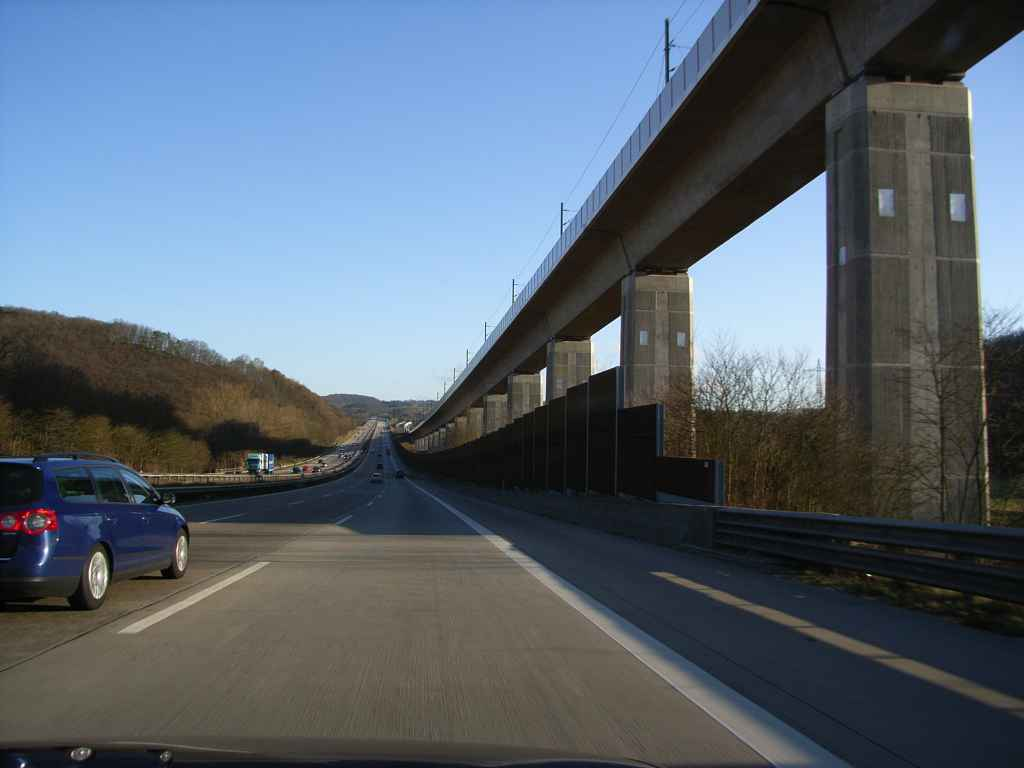
Westerwaldnál

Az A3 (németül: Bundesautobahn 3, azaz BAB 3 vagy A3) egy autópálya Németországban, amely északnyugat-délkelet irányban szeli ketté az ország déli részét. Az elteni holland határátkelőnél kezdődik, és a subeni határátkelőhelynél végződik, ezt az utat az A8 folytatja Ausztriában. Hossza: 778 km. Az út része az E35, az E42, az E41, az E43, az E45 és az E56-os európai útnak.

## Útja
-Duisburg–Düsseldorf–Leverkusen-Köln–Wiesbaden–Frankfurt–Würzburg–Nürnberg–Regensburg–
9 európai út része; Elten és Mönchhof közt a 35-ös, Mönchhof és Seligenstädter közt a 42-es, Seligenstädter és Würzburg közt a 41-es, Würzburg és Biebelried közt a 43-as, Biebelried és Nürnberg közt a 45-ös, Nürnberg és Suben közt pedig az 56-os európai út része.
Útja az Elten felőli, bevezető szakaszán, valamint Duisburgtól Kölnig, Welbersburgtól Triefensteinig, Albertshofentől Kosbachig és Elthelmtől a másik határig egyenes, ám a nem említett szakaszokon kanyargós. Az út nagy része sík vidéken van.

## Története
Oberhausen autópálya-szekcióját (az A2 mellett) Kölntől Wiesbadenig 1936-tól 1940-ig, Oberhausen kapcsolatát Hollandiával 1939-től 1942-ig és 1958-tól 1965-ig építették. Az általános ellenőrzés alkalmán 1992-ben történt az autópálya-jel kihelyezés, Németországban minden kapcsolatpont, háromszög (elágazás) és kereszteződés számozását végrehajtották a német Federal által.
Az A2/A3 kereszteződésnél, az autópályák közös szekciójánál Duisburg-Kaiserberg-től az oberhauseni kereszteződésig az A2 lenne jelentősebb.

## További tervek
Kiemelten szükséges lenne kiszélesíteni 4 sávra Leverkusen és Köln közt, Wiesbaden és Frankfurt, valamint Offenbach és Hanau közt. Építés alatt van a Köln és Delbrück közti 4 sávos kiszélesítés. További igény lenne kiszélesíteni 3 sávra Schlüsselfeld és Fürth/Erlangen, valamint Regensburg és Rosenhof közt az autópályát.

## Díjfizetés
Mint ahogyan egész Németországban, itt is ingyenes az autópálya használata 7,5 tonnát meg nem haladó járművek számára. Az ezt meghaladó gépjárművek kilométer alapú díjfizetésre kötelezettek (Toll Collect készülékkel).

## Sávok
2 sávos az út a holland országhatár, (Elten) és Obenhausen; Aschaffenburg-nyugat és Aschaffenburg-kelet; Hösbach és Fürth-Erlangen; Nürnberg és a subeni osztrák határátkelő között. 3 sávos az út Oberhausen és Opladen; Leverkusen és Köln-kelet; Köln-Heumar és Frankfurter Kreuz; Offenbacher Kreuz és Aschaffenburg-nyugat; Aschaffenburg-kelet és Aösbach; Fürth-Erlangen és Nürnberg között. 4 sávos az út Opladen és Leverkusen; Köln-kelet és Köln-Heumar; Frankfurter Kreuz és Offenbacher Kreuz között.